# Maria di Lusignano (regina di Napoli)
Maria di Lusignano (Genova, 1382 – Napoli, 4 settembre 1404), figlia di Giacomo I di Lusignano, re di Cipro, fu la seconda moglie e regina consorte di Ladislao I, re di Napoli, dal 1403 alla morte, avvenuta appena un anno dopo nel 1404.

## Storia

### Infanzia

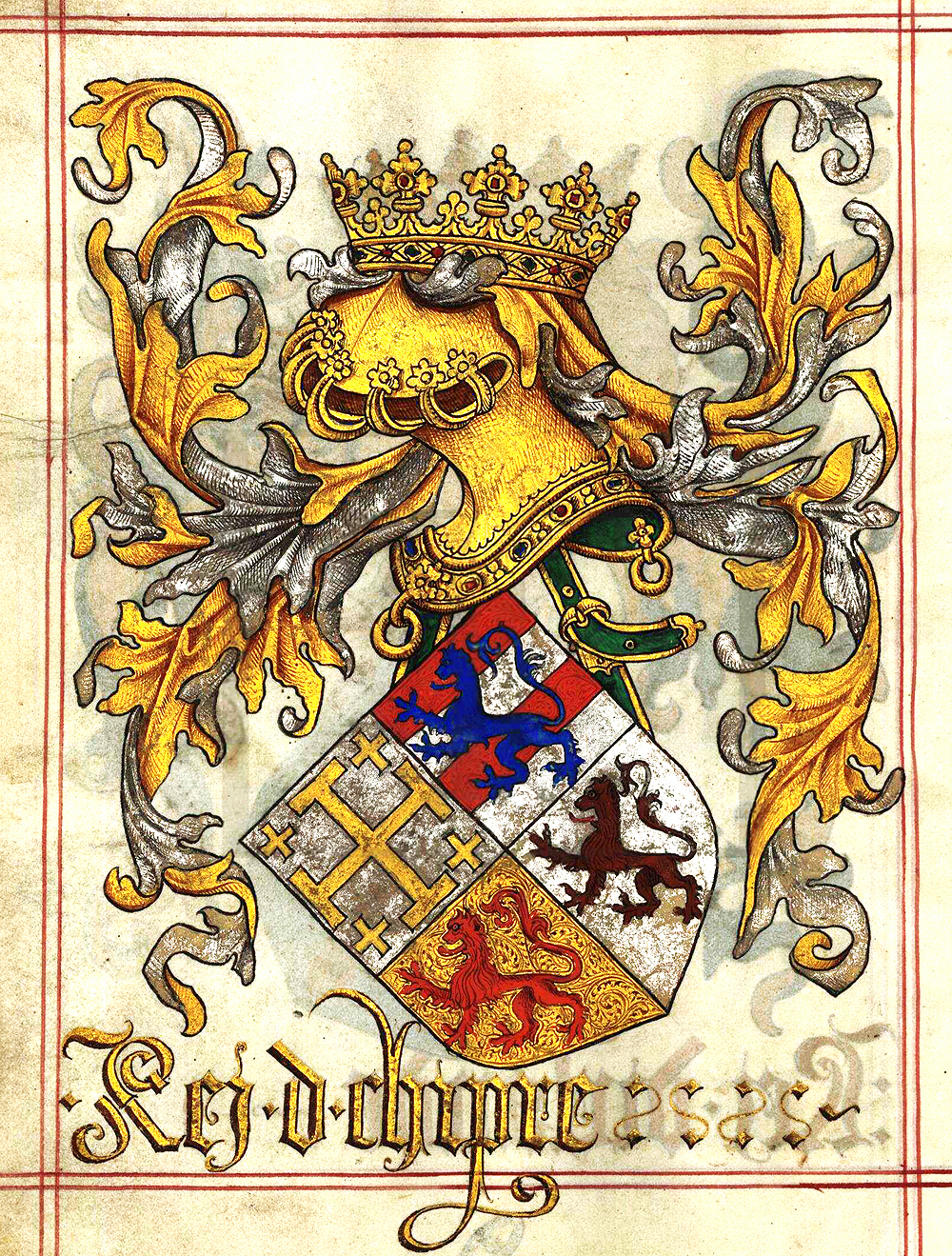
Stemma di Casa Lusignano nel Livro do Armeiro-Mor di João do Cró

Maria fu figlia di Giacomo I di Cipro e della regina Helvis di Brunswick-Grubenhagen. Suoi nonni materni furono Filippo di Brunswick-Grubenhagen, connestabile di Gerusalemme, ed Helisia di Dampierre. Nella sua ascendenza sono annoverate alcune fra le principali famiglie nobili dell'epoca, fra cui gli Ibelin, i marchesi del Monferrato, i Savoia e i duchi di Borgogna.

### Matrimonio

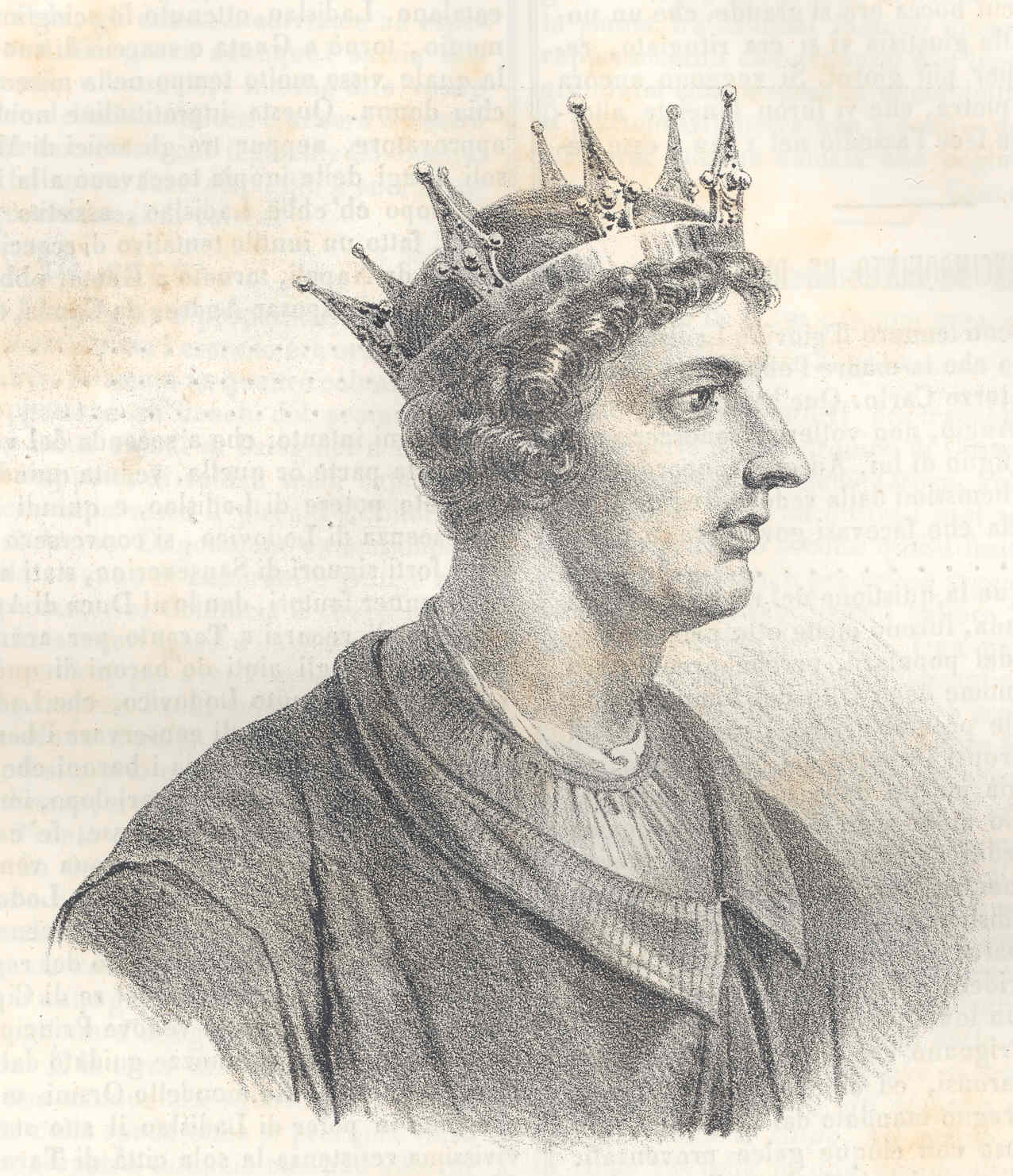
Ladislao I di Napoli in una litografia del 1840

Il 12 febbraio 1403 Maria sposò il re Ladislao I di Napoli, che aveva annullato il matrimonio con la precedente consorte Costanza Chiaramonte nel 1392, nel pieno della sua lotta per il trono contro il rivale Luigi II d'Angiò. Dal matrimonio non nacquero eredi legittimi per il sovrano napoletano.

### Morte
Maria morì appena un anno dopo, nel 1404, senza aver avuto figli. Due anni dopo, Ladislao sposò Maria d'Enghien, diventando così anche Principe di Taranto.

## Ascendenza
|                                 |                                    |                                | Genitori          |  |  | Nonni |  |  | Bisnonni           |  |  | Trisnonni        |  |
|                                 |                                    |                                |                   |  |  |       |  |  | Guido di Lusignano |  |  | Ugo III di Cipro |  |
|                                 |                                    |                                |                   |  |  |       |  |  | Guido di Lusignano |  |  | Ugo III di Cipro |  |
|                                 |                                    | Isabella d'Ibelin              |                   |  |  |       |  |  | Guido di Lusignano |  |  |                  |  |
| Ugo IV di Cipro                 |                                    |                                |                   |  |  |       |  |  | Guido di Lusignano |  |  |                  |  |
|                                 |                                    | Eschiva di Ibelin              | Giovanni d'Ibelin |  |  |       |  |  |                    |  |  |                  |  |
|                                 |                                    | Eschiva di Ibelin              | Giovanni d'Ibelin |  |  |       |  |  |                    |  |  |                  |  |
|                                 |                                    | Eschiva di Ibelin              | Alice de la Roche |  |  |       |  |  |                    |  |  |                  |  |
| Giacomo I di Cipro              |                                    | Eschiva di Ibelin              |                   |  |  |       |  |  |                    |  |  |                  |  |
|                                 |                                    | Guido di Nicosia               | Baliano d'Ibelin  |  |  |       |  |  |                    |  |  |                  |  |
|                                 |                                    | Guido di Nicosia               | Baliano d'Ibelin  |  |  |       |  |  |                    |  |  |                  |  |
|                                 |                                    | Guido di Nicosia               | …                 |  |  |       |  |  |                    |  |  |                  |  |
| Alice d'Ibelin                  |                                    | Guido di Nicosia               |                   |  |  |       |  |  |                    |  |  |                  |  |
|                                 |                                    | Isabella d'Ibelin              | …                 |  |  |       |  |  |                    |  |  |                  |  |
|                                 |                                    | Isabella d'Ibelin              | …                 |  |  |       |  |  |                    |  |  |                  |  |
|                                 |                                    | Isabella d'Ibelin              | …                 |  |  |       |  |  |                    |  |  |                  |  |
| Maria di Lusignano              |                                    | Isabella d'Ibelin              |                   |  |  |       |  |  |                    |  |  |                  |  |
|                                 | Enrico II di Brunswick-Grubenhagen | Enrico I di Brunswick-Lüneburg |                   |  |  |       |  |  |                    |  |  |                  |  |
|                                 | Enrico II di Brunswick-Grubenhagen | Enrico I di Brunswick-Lüneburg |                   |  |  |       |  |  |                    |  |  |                  |  |
|                                 | Enrico II di Brunswick-Grubenhagen | Agnese di Meißen               |                   |  |  |       |  |  |                    |  |  |                  |  |
| Filippo di Brunswick-Lüneburg   | Enrico II di Brunswick-Grubenhagen |                                |                   |  |  |       |  |  |                    |  |  |                  |  |
|                                 |                                    | Eloisa d'Ibelin                | Filippo d'Ibelin  |  |  |       |  |  |                    |  |  |                  |  |
|                                 |                                    | Eloisa d'Ibelin                | Filippo d'Ibelin  |  |  |       |  |  |                    |  |  |                  |  |
|                                 |                                    | Eloisa d'Ibelin                | …                 |  |  |       |  |  |                    |  |  |                  |  |
| Helvis di Brunswick-Grubenhagen |                                    | Eloisa d'Ibelin                |                   |  |  |       |  |  |                    |  |  |                  |  |
|                                 |                                    | Oddone di Dampierre            | …                 |  |  |       |  |  |                    |  |  |                  |  |
|                                 |                                    | Oddone di Dampierre            | …                 |  |  |       |  |  |                    |  |  |                  |  |
|                                 |                                    | Oddone di Dampierre            | …                 |  |  |       |  |  |                    |  |  |                  |  |
| Helvis de Dampierre             |                                    | Oddone di Dampierre            |                   |  |  |       |  |  |                    |  |  |                  |  |
|                                 |                                    | Isabella di Lusignano          | …                 |  |  |       |  |  |                    |  |  |                  |  |
|                                 |                                    | Isabella di Lusignano          | …                 |  |  |       |  |  |                    |  |  |                  |  |
|                                 |                                    | Isabella di Lusignano          | …                 |  |  |       |  |  |                    |  |  |                  |  |
|                                 |                                    | Isabella di Lusignano          |                   |  |  |       |  |  |                    |  |  |                  |  |